# William Auld
William Auld (6 de noviembre de 1924-11 de septiembre de 2006) fue un poeta, autor, traductor y editor de revistas británico que escribió principalmente en esperanto y candidato al Premio Nobel de Literatura desde 1999 hasta 2006.

## Biografía
Auld nació en Erith, Kent, y luego se mudó a Glasgow con sus padres, donde asistió a la escuela Allan Glen's School. Después de servir en tiempos de guerra como piloto de Spitfire en la Royal Air Force, estudió literatura inglesa en la Universidad de Glasgow y luego se tituló como profesor.  Aprendió el esperanto con trece años, en 1937, pero no sería hasta una década después, tras la Segunda Guerra Mundial, cuando comenzó de manera activa a escribir en esperanto siendo uno de sus escritores más brillantes. 
En 1952 se casó con su novia de la infancia Margaret (Meta) Barr Stewart, también esperantista, y tuvo dos hijos. Como poeta se dio a conocer en 1952, cuando apareció su primer libro Kvaropo (Cuarteto), con poemas suyos y de otros tres poetas, en lo que habían llamado Escuela escocesa, editado en La Laguna por el profesor Juan Régulo Pérez. Este libro dio origen a la editorial Stafeto, una de las más prestigiosas en esta lengua durante los años 50 y 60. En 1960 fue designado para una escuela secundaria en Alloa, donde permaneció el resto de su vida. Fue nominado al Premio Nobel de Literatura en 1999, 2004 y 2006, lo que lo convirtió en la primera persona nominada por obras en esperanto.
Entre los libros originales de Auld destaca especialmente La infana raso (La raza infantil), , es un largo poema que, en palabras de Auld, explora "el papel de la raza humana en el tiempo y en el cosmos", , y está parcialmente basado en Los Cantos de Ezra Pound. que ha sido traducido y editado también en inglés, holandés, portugués y húngaro.
Auld comenzó a aprender esperanto en 1937, pero sólo se volvió activo en la propagación del idioma en 1947, y desde entonces escribió muchas obras en esperanto. Editó varias revistas y reseñas, entre ellas Esperanto en Skotlando (1949–1955), Esperanto (1955–1958, 1961–1962), Monda Kulturo (1962–1963), Norda Prismo (1968–1972), La Brita Esperantisto (1973– 1999) y Fonto (1980-1987).
Es de destacar también su labor traductora de obras en inglés al esperanto. Entre las obras traducidas están diversos dramas y poemas de William Shakespeare y obras de Oscar Wilde, Jack London, Arthur Conan Doyle o la traducción completa de El señor de los anillos, de Tolkien. 
Fue vicepresidente de la Asociación Universal de Esperanto (1977-1980), presidente de la Academia de Esperanto (1979-1983) y presidente del Centro PEN de Esperanto (1999-2005). En 2001 donó su colección personal de casi 5000 libros de esperanto y sobre él a la Biblioteca Nacional de Escocia, donde se encuentra actualmente.
Murió en Dolair/ Dollar, Clackmannanshire, y está enterrado en el cementerio de Dollar. La tumba se encuentra en el camino de acceso a la iglesia desde la carretera principal.

## Obras

### Poemarios
- Spiro de l' pasio (1952)
- La infana raso (1956)
- Unufingraj melodioj (1960)
- Humoroj (1969)
- Rimleteroj (con Marjorie Boulton, 1976)
- El unu verda vivo (1978)
- En barko senpilota (1987)
- Unu el ni (1992)

Antologioj:
- Angla antologio 1000-1800 (redactor de la colección de poesía inglesa, 1957)
- Esperanta antologio (1958/1984)
- 25 jaroj (redactor, 1977)
- Skota antologio (corredactor, 1978)
- Sub signo de socia muzo (1987)
- Nova Esperanta Krestomatio (1991)
- Plena poemaro: Miĥalski (red. 1994)
- Tempo fuĝas (1996)

### Traducciones

#### Del inglés
- La balenodento, de Jack London (1952)
- Epifanio, de Shakespeare (1977)
- La urbo de terura nokto, de James Thomson (1977)
- Don Johano, Kanto 1, de George Gordon Byron (1979)
- La robajoj de Omar Kajam, de Edward FitzGerald (1980)
- La sonetoj, de Shakespeare (1981)
- Fenikso tro ofta, de Christopher Fry (1984)
- Montara vilaĝo, de Chun-chan Je (1984)
- La graveco de la Fideliĝo (La importancia de llamarse Ernesto), de Oscar Wilde (1987)
- La komedio de eraroj, de Shakespeare (con Asen M. Simeonov, 1987)
- Omaĝoj. Poemtradukoj (1987)
- Gazaloj, de Hafez (1988)
- Spartako, de Leslie Mitchell (1993)
- La stratoj de Aŝkelono, de Harry Harisson (1994)
- Teri-strato, de Douglas Dunn (1995)
- La kunularo de l' ringo, de J. R. R. Tolkien (1995)
- La du turegoj, de J. R. R. Tolkien (1995)
- La reveno de la reĝo, J. R. R. Tolkien (1997)
- La hobito, de J. R. R. Tolkien (2000)

#### Del escocés
Kantoj, poemoj kaj satiroj, de Robert Burns (con Reto Rosetti, 1977)

#### Del sueco
Aniaro, de Harry Martinson (con Bertil Nilsson, 1979)

### Canciones
- Floroj sen kompar' (con Margaret Hill, 1973)
- Kantanta mia bird' (con Margaret Hill, 1973)
- Dum la noktoj (con Margaret y David Hill, 1976)

### Manuales
- Esperanto: A New Approach (1965)
- Paŝoj al plena posedo (1968)
- A first course in Esperanto (1972)
- Traduku!  (1993)

### Ensayos
- Facetoj de Esperanto (1976)
- Pri lingvo kaj aliaj artoj (1978)
- Enkonduko en la originalan literaturon de Esperanto (1979)
- Vereco, distro, stilo (1981)
- Kulturo kaj internacia lingvo (1986)
- La fenomeno Esperanto (1988) traducido al castellano como El esperanto, fenómeno de la comunicación.
- La skota lingvo, hodiaŭ kaj hieraŭ (1988)

### Diversos
- Bibliografio de tradukoj el la angla lingvo (1996), con E. Grimley Evans)
- Pajleroj kaj stoploj: elektitaj prozaĵoj (1997)

### Libro homenaje
- Lingva Arto. Jubilea libro omaĝe al Wiliam Auld kaj Marjorie Boulton, redactó Benczik Vilmos, 1999, Róterdam: Universala Esperanto-Asocio, 217 p. ISBN 92-9017-064-6